# Pteronymia oneida
Pteronymia oneida är en fjärilsart som beskrevs av William Chapman Hewitson 1855. Pteronymia oneida ingår i släktet Pteronymia och familjen praktfjärilar. Inga underarter finns listade.

## Bildgalleri

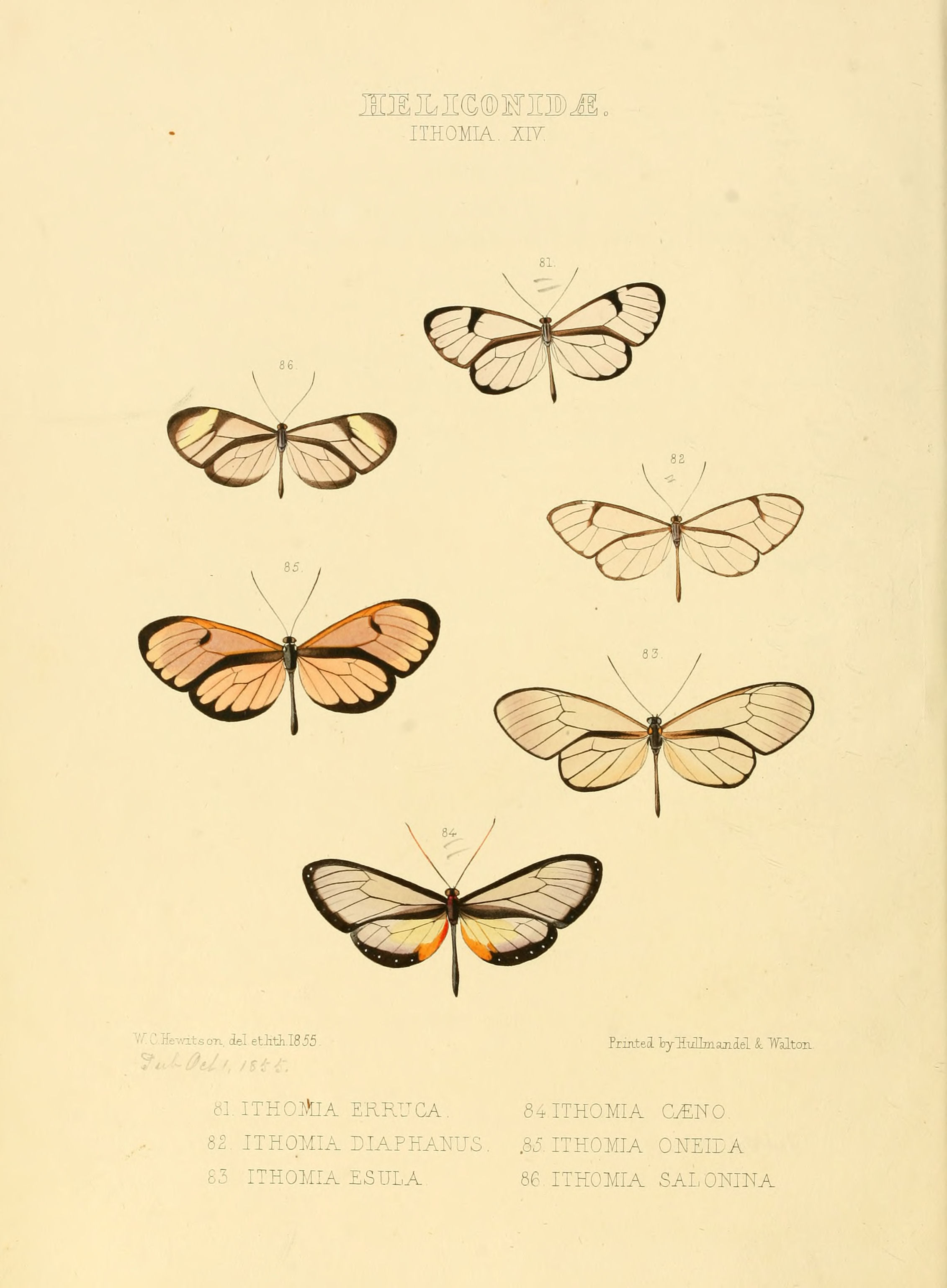